# Bacchisa penicillata
Bacchisa penicillata är en skalbaggsart som först beskrevs av Aurivillius 1927.  Bacchisa penicillata ingår i släktet Bacchisa och familjen långhorningar.
Artens utbredningsområde är Filippinerna. Inga underarter finns listade.